# Alogi

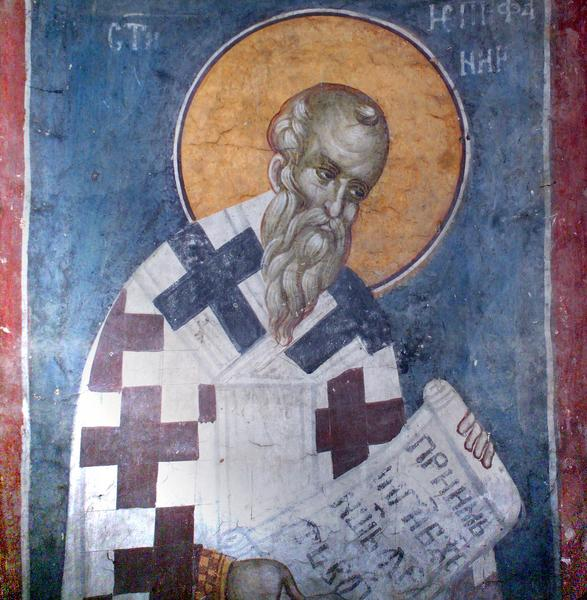
Representación de Epifanio de Salamina, quien acuñó el término alogi.

Los alogi (del griego ἄλογοι, también conocidos como alogianos o álogos, es decir, los negadores del Logos joánico) fueron un grupo de cristianos heréticos que habitaron en Asia Menor, uno de los centros del cristianismo primitivo.
Se habrían originado en la Iglesia de Roma, bajo el liderazgo de un presbítero llamado Caio, que se oponía a Montano. Su auge tuvo lugar en torno al 170 d. C. Se los conoce a través de sus oponentes doctrinarios cuyas obras siguen existiendo, en especial la obra de Epifanio de Salamis o Salamina. Fue el propio Epifanio quien acuñó el nombre Alogi para este grupo como un juego de palabras que pretendía hacer referencia a que eran ilógicos (anti-logikos) y contrarios a la doctrina cristiana del Logos.
San Epifanio (Panarion LI) da una larga lista de grupos heréticos que surgieron tras el montanismo, como el cuartodecimanismo y otros. Estos grupos no reconocían la autoría del Evangelio de Juan ni del Apocalipsis por parte de Juan el Evangelista.Concretamente, Epifanio rastreó su origen hasta situarlo en Teódoto de Bizancio (Panarion 54.100.1).</ref> En lugar de Juan, atribuían estos dos libros del Nuevo Testamento al gnóstico Cerinto, que era en realidad enemigo de Juan el Evangelista. 
Respecto a sus creencias, Epifanio indica que los Alogi negaban la continuidad de los dones espirituales en la Iglesia, opinión contraria a la de los montanistas. Negaban frontalmente, por otro lado, la doctrina del logos propuesta por San Juan y también la autoría de Juan en los escritos que se le atribuían.
A esta conclusión llegaban por un análisis comparado de los evangelios sinópticos frente al de Juan. Su método de comparación fue considerado como tramposo por Epifanio que tachó a los Alogi de "estúpidos", al atribuir a Cerinto la autoría de un evangelio que había sido escrito contra él.

## Creencias
Epifanio de Salamina ( Haer . LI) hizo un largo relato sobre el partido de herejes que surgió después de los catafrigios, cuartodecimanos y otros, y que no recibieron ni el Evangelio de San Juan ni su Apocalipsis; en cambio atribuyeron la autoría de estos libros a al gnóstico Cerinto, que era un enemigo del Apóstol Juan.
Según Epifanio, los alogianos:
1. negaban la continuidad de los dones espirituales en la iglesia en oposición a los montanistas;[8]
2. Niegaban explícitamente la doctrina del Logos, cuyo principal apoyo es el Capítulo 1 del Evangelio de Juan, porque niegan la autoría juanina de este Evangelio, basándose en comparaciones con los Evangelios Sinópticos.

Si conoce su metodología a partir de los fragmentos sobrevivientes de la refutación de Hipólito de Roma, "Capita Adversus Caium", preservada en el "Comentario al Apocalipsis de Bar-Salibi". En opinión de Epifanio, su método comparativo fue considerado muy tonto, así los ridiculizó como "sin razón".
El siriaco John Gwynn, quien publicó estos fragmentos en inglés, igualmente indica que, "Las objeciones de Cayo son... las de un crítico algo capcioso, e indican poca amplitud de conocimiento de las Escrituras o de concepciones escatológicas".
Epifanio sostiene que Cerinto no pudo haber escrito el Evangelio de Juan porque mientras Cerinto negaba la deidad de Cristo, el Evangelio de Juan enseñaba la divinidad de Cristo. Epifanio contempla que no pueden rechazar la deidad de Cristo de plano, sino sólo la “forma del Logos bajo la cual la doctrina fue presentada en el Evangelio”. Epifanio también afirma con respecto a los Alogi: “ellos mismos parecen creer como nosotros”. Por lo tanto, no está tan preocupado por su cristología como por su crítica bíblica . Sin embargo, Epifanio es duro en su condena de ellos y afirma que la conclusión para los Alogi es que niegan el Evangelio de Juan y en consecuencia la doctrina del Logos Palabra-Carne.
Además, Epifanio los distingue claramente de los ebionitas y de los docetistas.